# منتخب سويسرا لهوكي الدحرجة
منتخب سويسرا لهوكي الدحرجة هو ممثل سويسرا الرسمي في المنافسات الدولية في هوكي الدحرجة
.